# Sobór Przemienienia Pańskiego w Kropywnyckim
Sobór Przemienienia Pańskiego – prawosławny sobór w Kropywnyckim, w jurysdykcji eparchii kirowohradzkiej Ukraińskiego Kościoła Prawosławnego Patriarchatu Moskiewskiego.

## Historia
Pierwsza cerkiew na miejscu współcześnie istniejącego soboru została wzniesiona na polecenie Grigorija Potiomkina w 1788. Budynek przetrwał dziesięć lat, po czym uległ całkowitemu zniszczeniu w pożarze. W 1806 rozpoczęto budowę kolejnej cerkwi, jednak niedokończony obiekt sakralny zawalił się. Po tym wydarzeniu przystąpiono do wznoszenia nowej świątyni, która została uroczyście poświęcona 9 lutego 1813.
Cerkiew była czynna do lat 30. XX wieku, gdy została zamknięta przez władze radzieckie. Ponownie otwarta, została powtórnie odebrana wiernym w latach 60. XX wieku i zwrócona Cerkwi w 1992. Przystąpiono wówczas do odnawiania świątyni po latach zniszczeń. W 2013 świątynia otrzymała status drugiego soboru eparchii kirowohradzkiej.
Szczególną czcią w soborze otaczana jest ikona Matki Bożej „Jelizawietgradzka”, uważana przez prawosławnych za opiekunkę miasta.